# Julius Budge

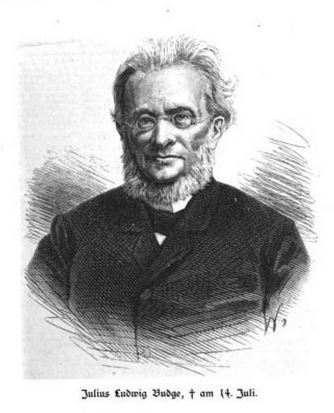
Julius Budge

Julius Budge (* 11. September 1811 in Wetzlar; † 14. Juli 1888 in Greifswald) war ein deutscher Anatom.

## Leben
Budge war von 1836 bis 1842 praktischer Arzt in Altenkirchen (Westerwald). In dieser Zeit war er bereits wissenschaftlich tätig. 1842 habilitierte Budge sich an der Rheinischen Friedrich-Wilhelms-Universität Bonn. Er wurde 1847 in Bonn a.o. Professor und 1855 o. Professor. 1851 wurde er in die Deutsche Akademie der Naturforscher Leopoldina gewählt. 1856 folgte er dem Ruf der Universität Greifswald auf den Lehrstuhl für Anatomie und Physiologie. Durch seine mehrfach preisgekrönte Arbeit über die Bewegung der Iris aus dem Jahr 1855 wurde er in der Fachwelt bekannt. Er entdeckte 1845 zeitgleich mit anderen Forschern die Inhibationswirkung des Nervus vagus auf die Herzaktion, auch wenn er seine Ergebnisse falsch interpretierte. Als Anatom stellte er 1859 fest, dass beim Wachstum der quergestreiften Muskeln nicht nur die Dicke, sondern auch die Zahl der einzelnen Fasern zunimmt. Im selben Jahr erkannte er, dass die Leber durchzogen ist von einem  Kapillarnetz, das in den Gallegängen mündet.

## Werke
- Die Lehre vom Erbrechen. Nach Erfahrungen und Versuchen. Bonn 1840, Faksimile, Saarbrücken 2007.
- Untersuchungen über das Nervensystem. Frankfurt am Main 1841–1842, Jäger’sche Buch- Papier- und Landkarten Handlung.
- Allgemeine Pathologie als Erfahrungswissenschaft basierend auf Physiologie. Bonn 1845.
- Memoranda der speciellen Physiologie des Menschen, Zweite verbesserte und vermehrte Auflage; Weimar 1850.
- Neue Untersuchungen über das Nervensystem. Weimar 1851.
- Über die Bewegung der Iris. Braunschweig 1855.
- Specielle Physiologie des Menschen: ein Leitfaden, 7. verm. Auflage. Weimar 1857.
- Lehrbuch der speciellen Physiologie des Menschen, 8. Aufl. Leipzig: Voigt and Gunther, 1862.
- Compendium der Physiologie des Menschen. Leipzig 1864.